# Kolejová doprava ve Švýcarsku

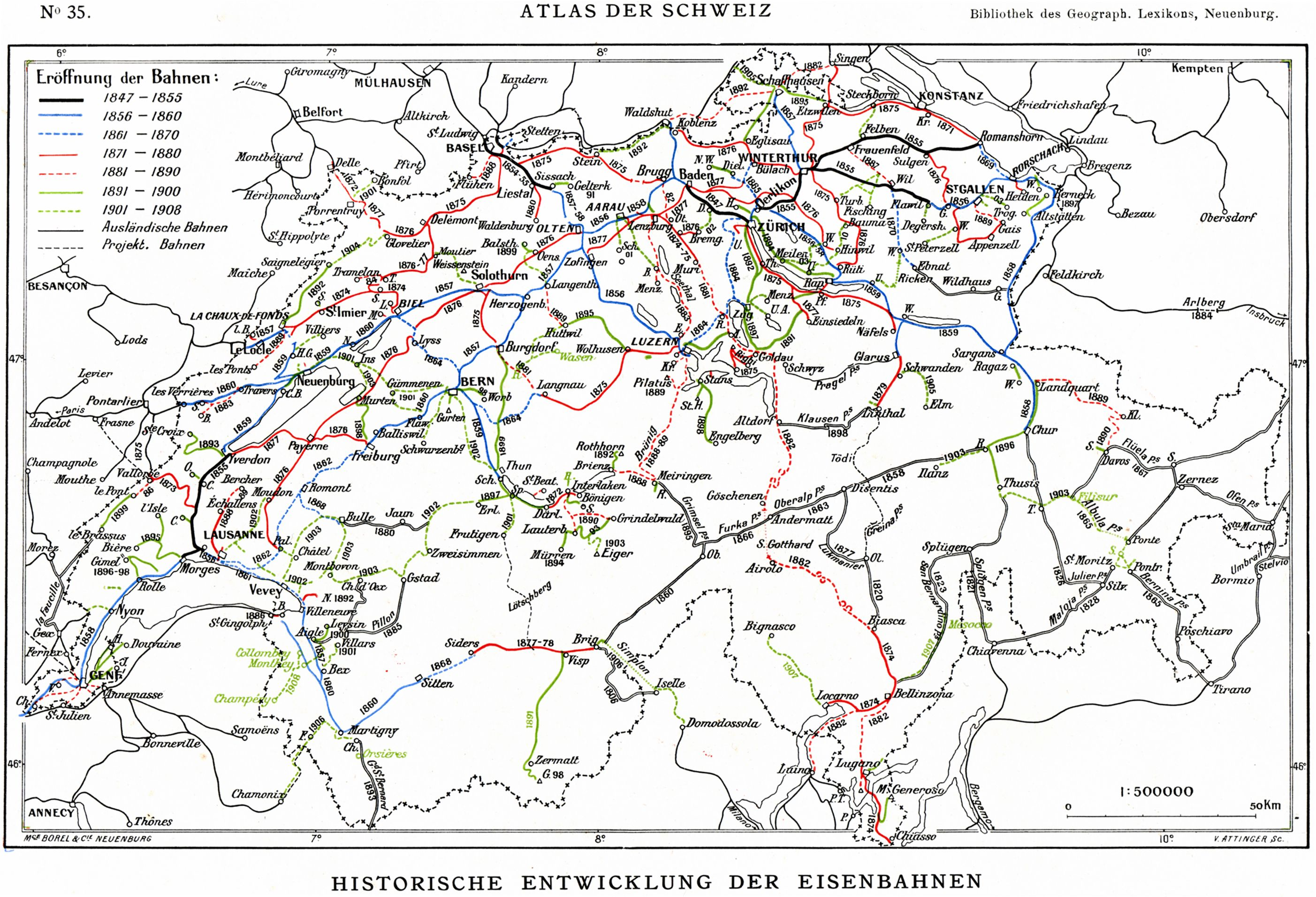
Železniční síť ve Švýcarsku (1907) s daty uvedení do provozu

Kolejová doprava tvoří ve Švýcarsku páteř veřejné dopravy. Švýcarsko má hustou železniční síť s dobrou nabídkou služeb. Klasická železniční doprava spolu se zajímavými horskými a úzkorozchodnými drahami v Alpách je jedním ze znaků Švýcarska.

## Železniční síť

Železniční síť ve Švýcarsku (2009)

Švýcarská železniční síť má délku 5035 km (údaj z roku 2004), s rozlohou 41 285 km², to je jako rozloha sídel v České republice a na rozdíl od městských států Monaka a Vatikánu, je nejhustší na světě a je téměř celá elektrifikována.
Švýcarský drážní zákon se vztahuje na všechny druhy kolejové dopravy, včetně lanovek a tramvají. Železniční síť je rozdělena na hlavní a vedlejší tratě. Hlavní tratě jsou všechny tratě normálního rozchodu (1435mm) sloužící k veřejnému provozu. Vlaky S-Bahn jsou provozovány v běžné železniční síti, a to jak na normálním tak i úzkém rozchodu.
Na území Švýcarska je 42 km tratí Deutsche Bahn (DB), které jsou ve vlastnictví Spolkové republiky Německo, přičemž úsek na Horním Rýnu tvoří největší část těchto tratí. Dále to jsou 2 km v oblasti Středního Rýnu, most u vjezdu do stanice St.Margrethen z ÖBB (SBB Rafz – Neuhausen, Tirano RhB, BLT Leymen). Naopak, 14 km švýcarských železničních tratí je na území sousedních států. Pro všechny tratě překračující státní hranice Švýcarska platí nájemní smlouvy a přechod vlakových souprav z území jednoho státu na druhý je řešen pomocí nájemních smluv a koncesí.
Na rozdíl od jiných zemí, není ve Švýcarsku konkurence mezi autobusovou dopravou a hlavními železničními tratěmi. Veřejné železniční a autobusové sítě jsou navrženy tak, aby se vzájemně doplňovaly a jízdní řády na sebe navazovaly.

### Normální rozchod

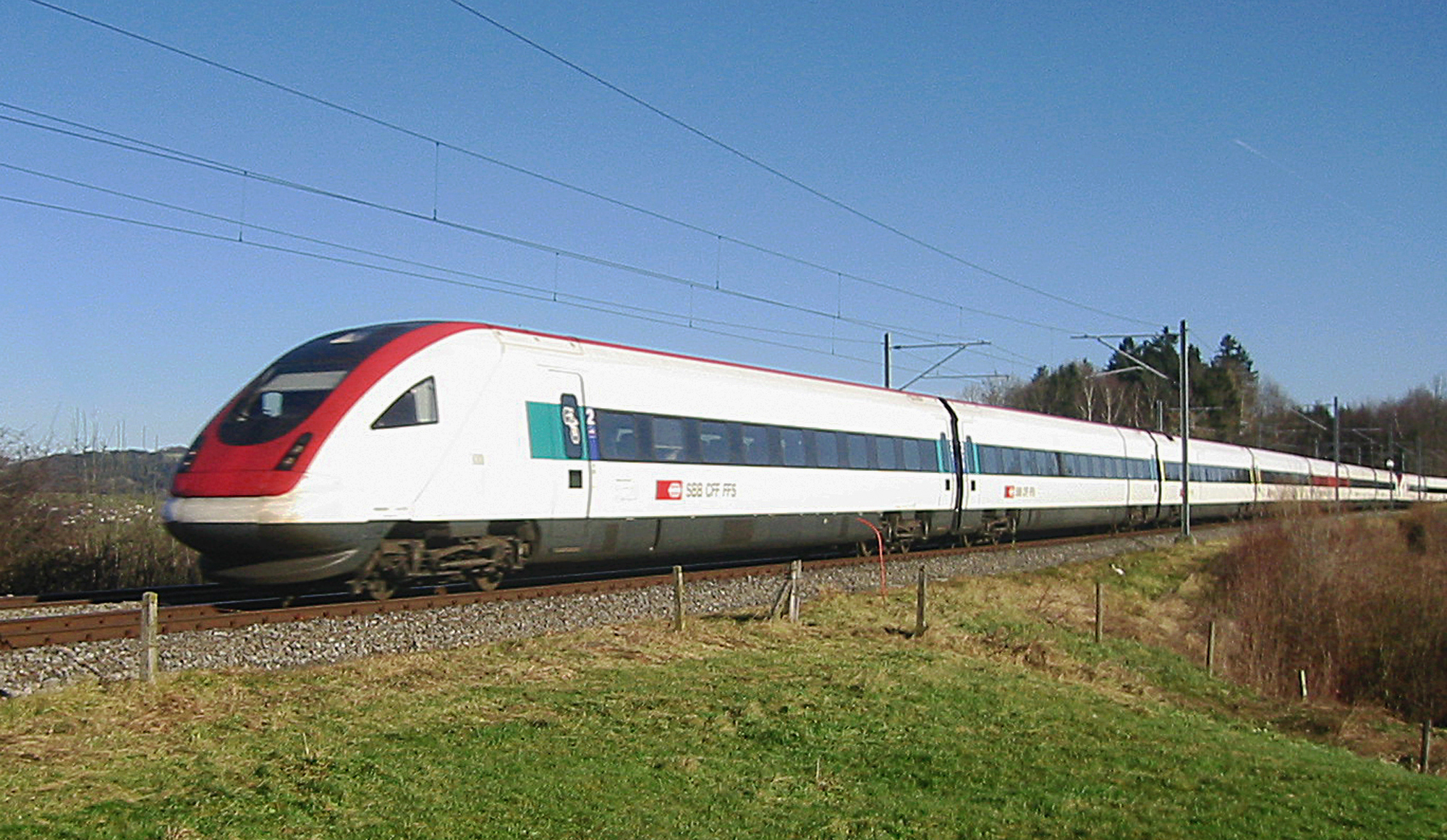
RABDe 500 s naklápěcími skříněmi ve východním Švýcarsku

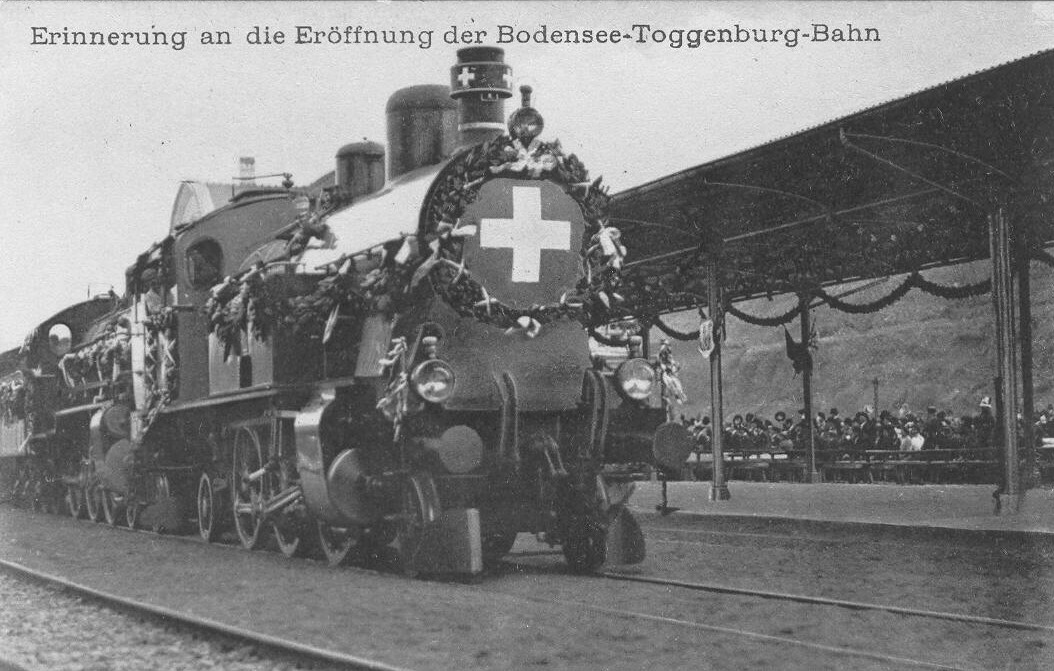
Otevření dráhy Bodensee-Toggenburg-Bahn (BT) v Herisau 1910

Přibližně dvě třetiny železniční sítě (cca 3610 km) je normálního rozchodu 1435 mm, z toho je 1747 km provozováno soukromými společnostmi (údaj z roku 2004). Železniční síť dosáhla největšího rozkvětu v druhé polovině 19. století. Téměř všechny hlavní tratě jsou v rukou SBB, s výjimkou některých úseků ve správě BLS AG a SOB.
Nejdůležitější železniční tratě spojují východ a západ Švýcarska. Ženevu a Lausanne a Bernem a Curychem na Bodamském jezeře a sever s jihem v podhůří Jura a souběžný směr sever-jih Gotthardská dráha a Simplonská dráha. Tyto dva alpské přechody mají velký mezinárodní význam, protože jsou spoji mezi přístavy v Severním moři a Itálií, středozemními přístavy. V roce 2015 by mělo být dokončeno nové spojení železnice přes Alpy (NEAT), s využitím nových úpatních tunelů Gotthardský úpatní tunel a Cenerský úpatní tunel.
Ve vnitrostátní dopravě je nejdůležitější trojúhelník Basilej – Bern – Curych a na západě spojnice podél Ženevského jezera mezi Ženevou a Lausanne. Nejdůležitější železniční uzel je Olten, křižovatka tratí ve směru východ-západ a sever-jih.
Vzhledem k topografii je většina tratí vedena v obloucích podle terénního profilu což omezuje rychlost. Nově budované železniční úseky jsou však již projektovány jako vysokorychlostní (Bern–Olten) na rychlost 200 km/h a v tunelech NEAT až 250 km/h. Tyto nové tratě budou propojeny s vysokorychlostními tratěmi sousedních států.

### Úzký rozchod

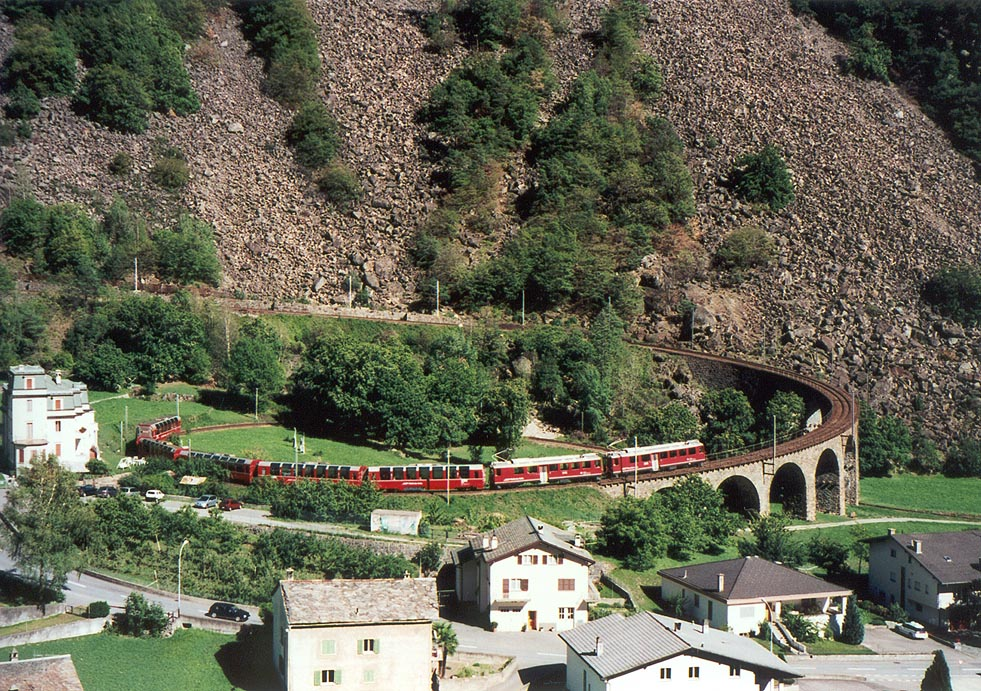
Rhétská dráha se svými typickými smyčkami

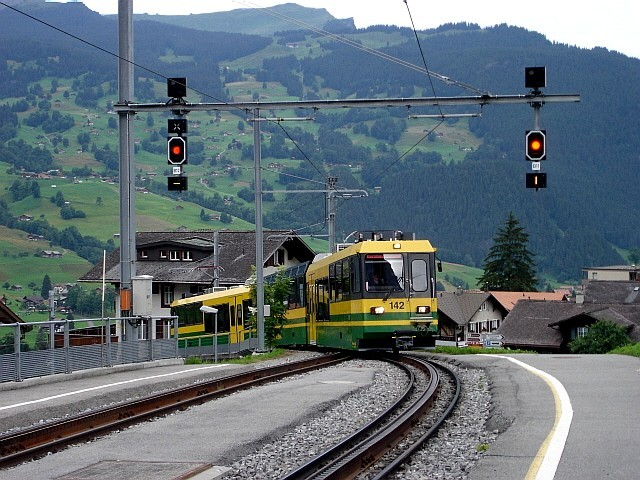
Wengernalpbahn v Grindelwaldu

Úzkorozchodné železnice jsou neodmyslitelnou součástí Švýcarska, zejména v horských oblastech Alp a podhůří Jura. Tyto úzkokolejné tratě byly budovány z důvodu úspory nákladů. Všechny úzkorozchodné tratě jsou považovány za vedlejší tratě. Z celkové délky 1392 km úzkorozchodných tratí je pouze 45 km propojeno se sousedními státy. Převážná většina úzkorozchodných tratí používá metrový rozchod, dále jsou používány rozchody 800 mm (např. Wengernalpbahn), 1200 mm (lanovka Rheineck-Walzenhausen) a 750 mm (Waldenburgerbahn).
Nejdelší železnice úzkého rozchodu ve Švýcarsku je to Rhétská dráha a Matterhorn Gotthard Bahn. Tyto dvě železnice využívá Glacier Express, mezi letovisky Svatý Mořic a Zermattem. Albula a Bernina linie RhB směrem Tirano v severní Itálii je třetí železniční přejezd Alp ve Švýcarsku po normálním rozchodu přes Gotthard a Simplon.

### Tramvajová doprava

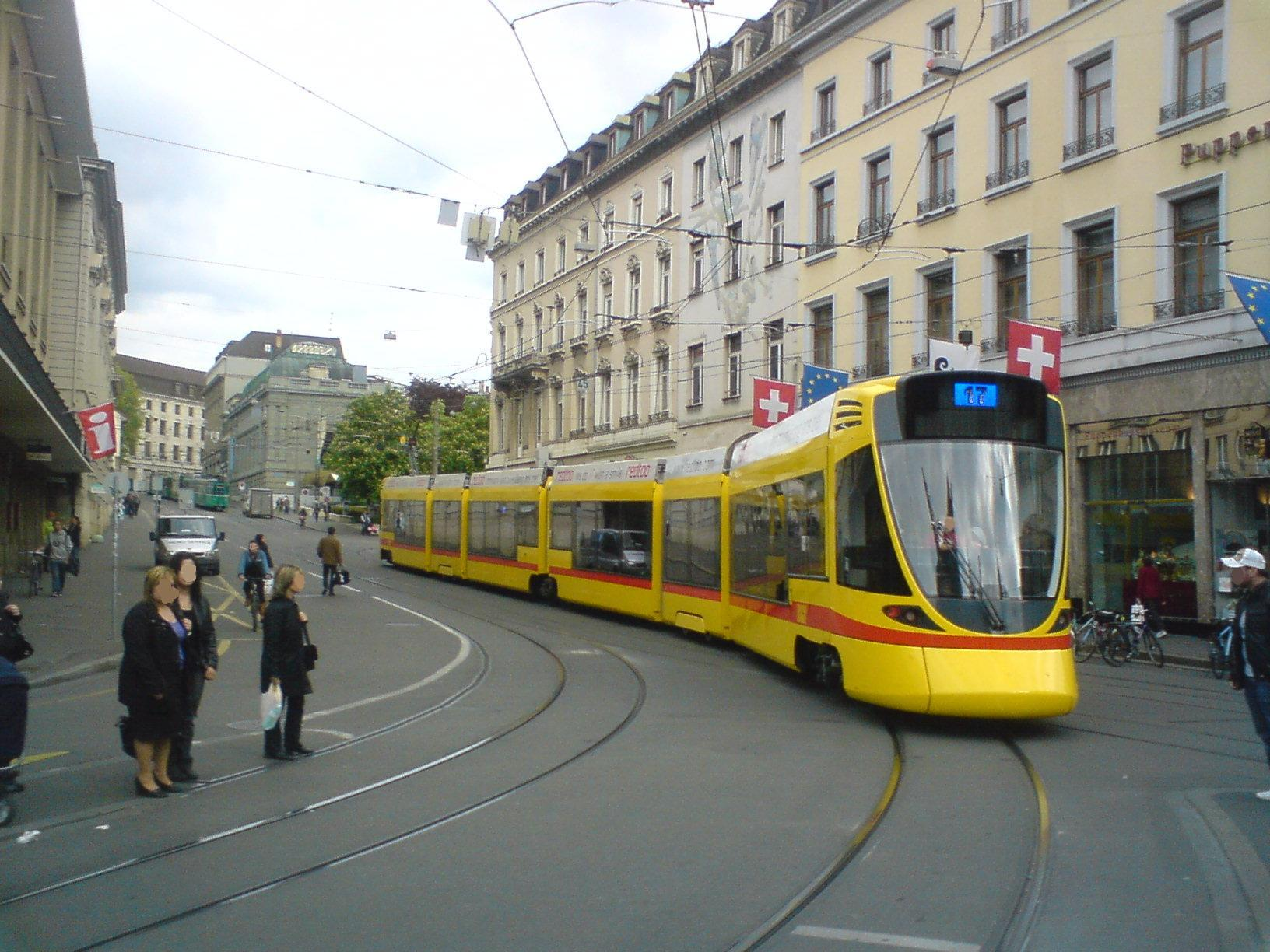
Tango BLT v Basileji

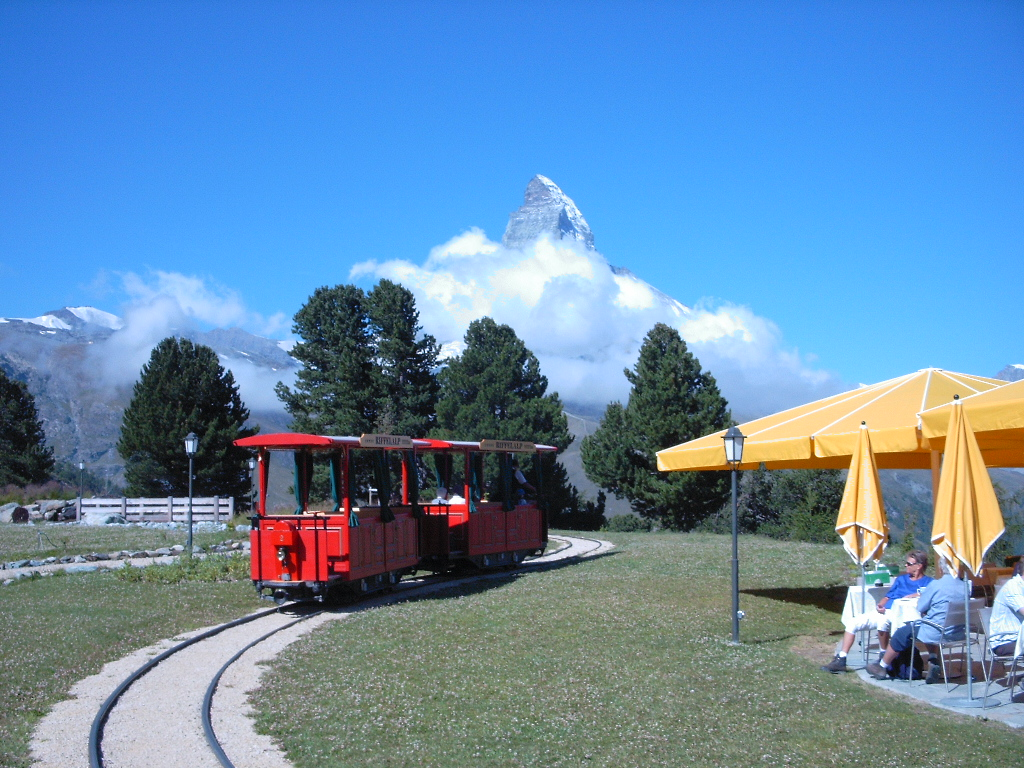
Hotelová tramvaj Riffelalptram

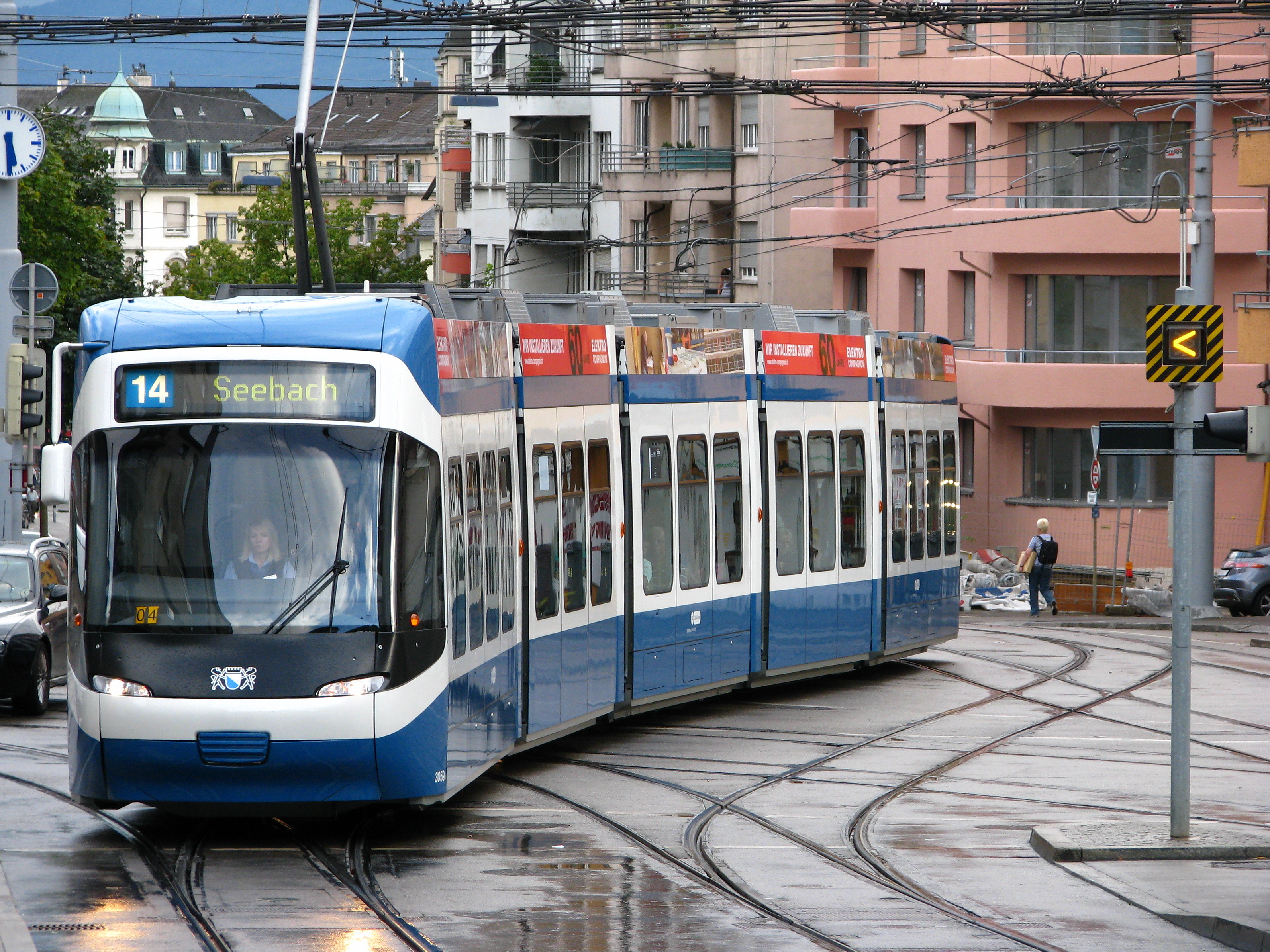
Tramvaj v Zürichu na kolejové splítce

S nástupem kolejové dopravy byly tramvaje ve Švýcarsku hodně rozšířené, v současnosti je však tramvajový provoz minimální. Města, která původně provozovala tramvajovou dopravu přešla na trolejbusové linky a v současnosti je v provozu hodně trolejbusových linek. Tramvajová doprava zůstala v provozu v Basileji, Bernu, Ženevě a v Curychu. V Lausanne byla tramvajová doprava v provozu až do doby výstavy Expo 64 a po té ukončena, ale o čtvrt století později opět obnovena. Od konce 90. let 20. století se Švýcarsko opět v některých městech začali vracet k tramvajové dopravě.
Rozdíl mezi tramvajovým provozem a normální železnicí není právně rozdílný. Tramvajové sítě ve městech a městských oblastech, s výjimkou Lausanne (TSOL) mají metrový rozchod. Na mnohých místech splývá rozdíl mezi tramvajovou a normální železniční dopravou v příměstské a meziměstské dopravě.

### Pozemní lanovky

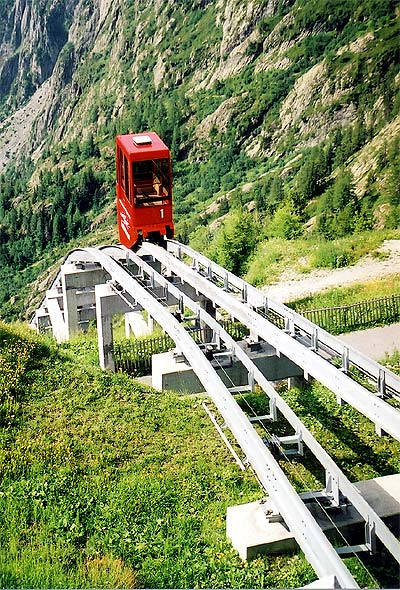
Miniatrurní lanovka Minifunic du Châtelard VS

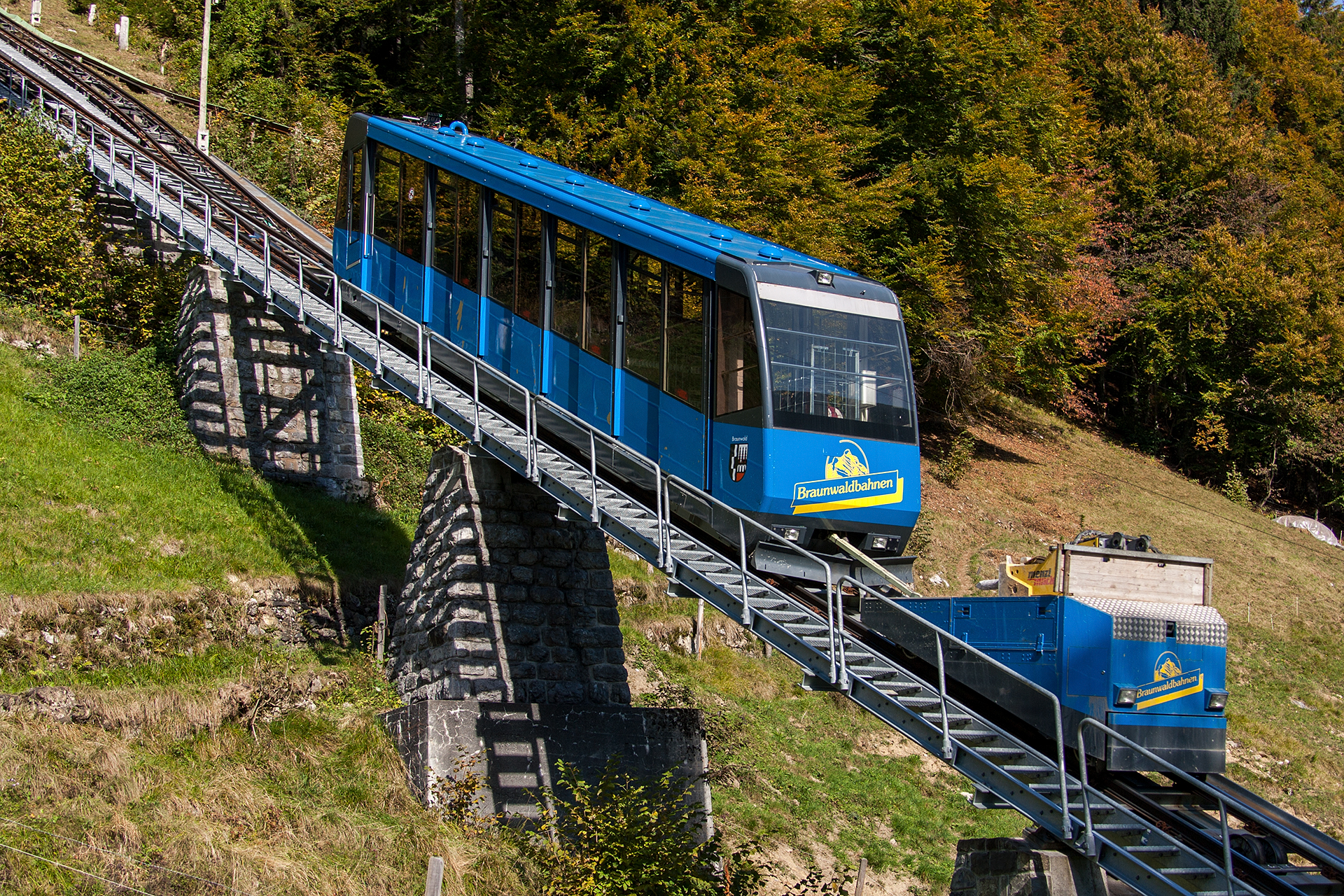
Lanovka Braunwaldbahn

Pozemní lanovky jsou součástí železniční dopravy ve Švýcarsku. Používají se především pro cestovní a výletní dopravu. Lanovky nejsou plně integrovány do přepravní struktury. Do 31. prosince 2006 spadaly pozemní lanovky do stejné skupiny jako železnice, od 1. ledna 2007 spadají pod nový zákon o lanovkách (SEBG).

## Drážní společnosti

### Švýcarské spolkové dráhy

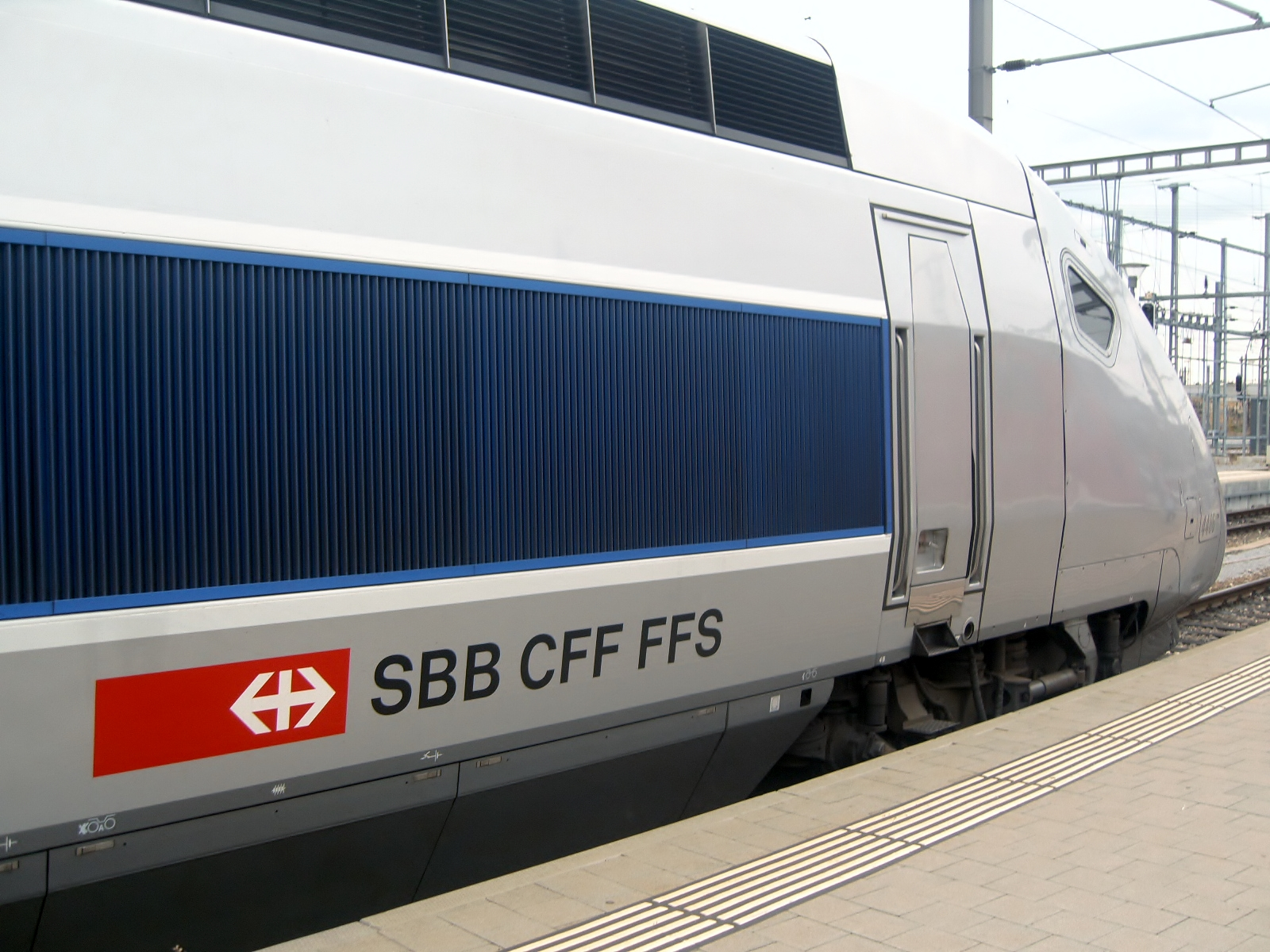
TGV Basel 4406 - SBB CFF FFS

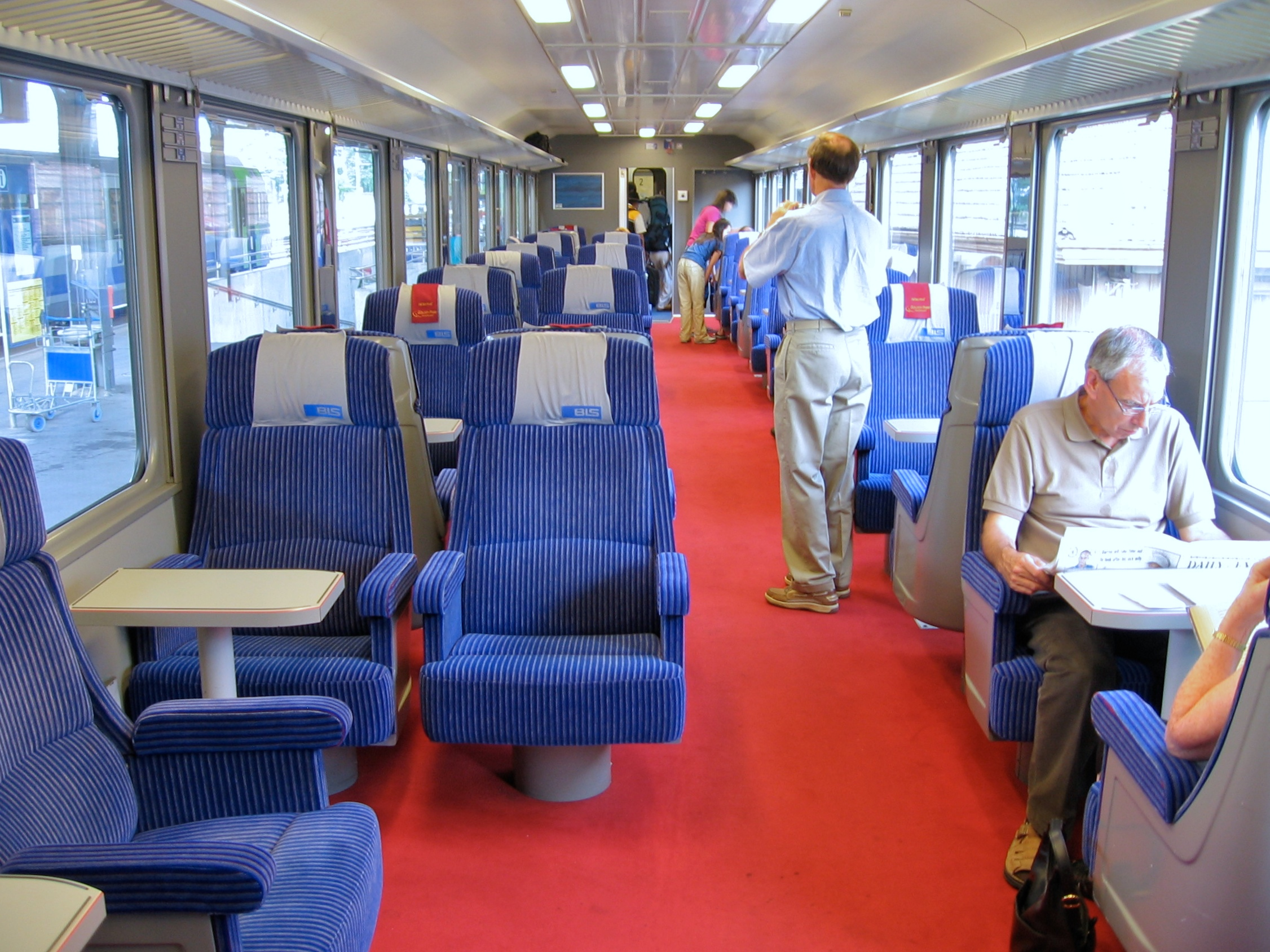
Interiér osobní přepravy ve Švýcarsku

Švýcarské spolkové dráhy (SBB), byly vytvořeny v roce 1901 znárodněním velkých soukromých železničních společností tehdejší doby. Oficiální datum založení je 1. ledna 1902, ale již v roce 1901 byly provozovány některé tratě pod hlavičkou SBB. Od 1. ledna 1999 byly spolkové dráhy přeměněny zvláštním zákonem akciovou společnost. SBB je plně ve vlastnictví švýcarské konfederace, ale je nyní považována za soukromou společnost ve většině oblastí švýcarského práva.

### Licencované společnosti
Kromě SBB je ve Švýcarsku velký počet licencovaných dopravců (KTU). KTU se v železniční dopravě také nazývají soukromé železnice. KTU tvoří podstatnou část švýcarské železniční sítě. Používaný termín Privatebahn – soukromá dráha v konečném právním důsledku znamená, že dráha je vlastněna veřejnou správou jako je federální vláda, kantony a obce. Státní správa má pak majoritní podíl akcií, např. u BLS AG 21 % základního kapitálu, v kantonu Bern dokonce 55 %, zatímco jednotlivci mají jen zanedbatelnou menšinu akcií. Rhétská dráha je ve většinovém držení kantonu Graubünden, a proto je také označována jako státní železnice kantonu Graubünden.
Některé důležité KTU
- BLS AG: provozovatel Lötschberské dráhy a S-Bahn v Bernu a některých tratí v oblasti Berner Oberland, Aargau, okolí Lucernu a Emmentalu
- Schweizerische Südostbahn: provozuje normálně rozchodnou železnici mezi Bodamskám jezerem – Toggenburgem – oblastí Schwyz, a je spoluiniciátorem alpského expresu z St. Gallen do Lucernu
- Rhätische Bahn / Rhétská dráha: provozuje síť úzkorozchodných drah v kantonu Graubünden
- Matterhorn-Gotthard-Bahn: úzkorozchodné tratě z Zermattu do Andermattu s napojením na rhétskou dráhu
- Montreux-Berner Oberland-Bahn: úzkorozchodné tratě ve směru od ženevského jezera směrem k oblasti Berner Oberland
- Zentralbahn: provozuje bývalé tratě společností Brünigbahn a Engelbergbahn

## Jízdní řád a ceník

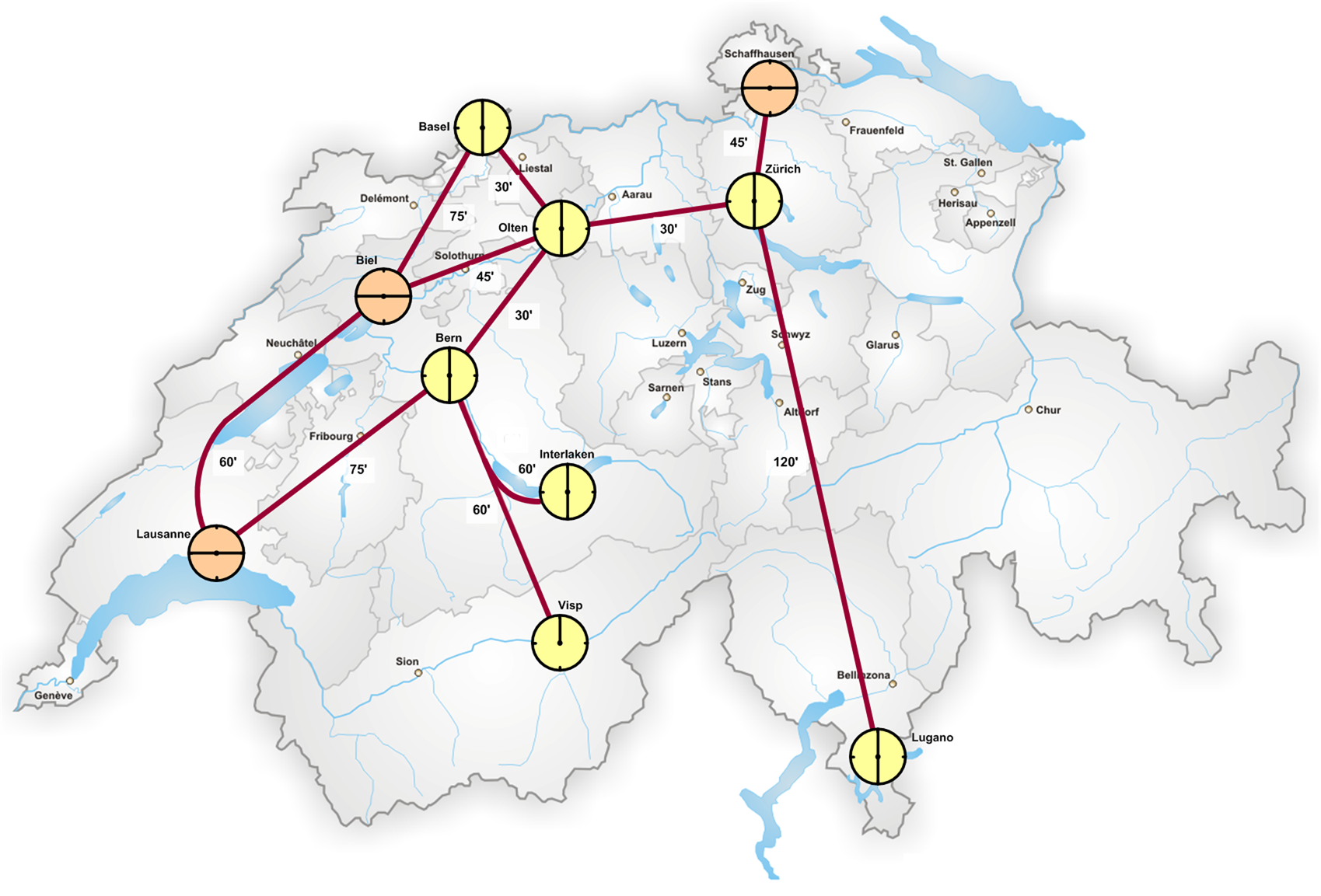
Koncept švýcarské rychlé železniční sítě

Všechny prostředky veřejné dopravy ve Švýcarsku jsou vzájemně koordinovány do jednoho dopravního systému, mají společně vydaný jízdní řád, sjednocené ceny, slevy předplatného a polovičního jízdného mimo turistických tratí, kde je možno využít Swiss Pass.
Jízdní řád švýcarských železnic je založen na následujících principech:
- dodržování minutové přesnosti jízdního grafikonu (jízdního řádu) s 30– a 60minutových intervalech mezi spoji v jednom směru a stejné frekvenci spojů ve směru opačném
- návaznost na tramvaje a autobusy
- plánování spojů, které zahrnuje kantony s veřejnou dopravou a návazností na ni

## Dopravní statistika
V mezinárodním srovnání je Švýcarsko spolu s Japonskem na špičce v osobní dopravě po železnici. V průměru, každý Švýcar utratí za jízdné po železnici 47 €/rok. Ve vzdálenosti ujeté cestujícími po železnici (v roce 2004), je Švýcarsko 1739 km za Japonskem. S ročním úhrnem ujeté vzdálenosti 1897 km/osobu se řadí Švýcarsko ke špičce v osobní dopravě. V této analýze jsou zahrnuty země spadající pod UIC, tedy berou se úvahu státní dráhy a jejich následovníci.
| položka        | 2000   | 2004   | 2004       | jednotka    |
| položka        | 2000   |        | z toho SBB | jednotka    |
| -------------- | ------ | ------ | ---------- | ----------- |
| Síť            | 5.062  | 5.024  | 3.034      | km          |
| Osobokilometry | 12.620 | 14.914 | 12.565     | miliony Pkm |
| Tunokolometry  | 11.080 | 11.489 | 10.117     | miliony tkm |

## Struktura kolejové dopravy

### Dopravní politika

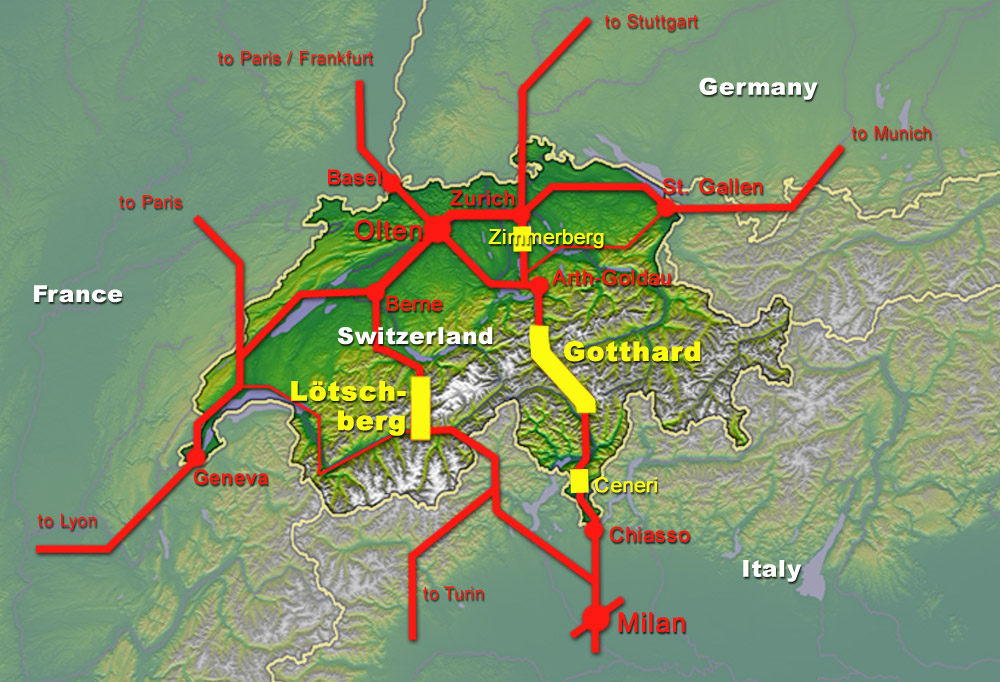
Koncept vysokorychlostního propojení Švýcarska s okolními státy

V aktuální dopravní politice ve Švýcarsku je železnice brána pozitivní způsob dopravy. Klíčovými body jsou:
- politika dopravy
- železniční reforma
- volný přístup k EU
- financování veřejné dopravy (FinöV)
- nové železniční spojení přes Alpy (NEAT), ZEB

### Financování
Nejdůležitější roli ve financování železniční infrastruktury má federální vláda. Financuje velké projekty, infrastrukturu SBB a některé soukromé železniční infrastruktury (především v tranzitní ose přes Lötschberg). Zbývající soukromé železniční infrastruktury jsou financovány z prostředků kantonů, z projektů v městských oblastech (např., Tram Bern West, Glattalbahn, M2 v Lausanne), kde tato finanční účast dosahuje až 50%.
Doprava na velké vzdálenosti musí být celkově soběstačná (ale ne v plné výši za použití). Regionální služby všech druhů dopravy (železniční, autobusové, lodní, lanovky) financuje federální vláda spolu s kantony podle jednotných zásad podpory. Financování místní dopravy je záležitostí kantonů a obcí.

### Správa
Spolkový úřad pro dopravu (FOT) je nejvyšším orgánem dohledu veškeré železniční dopravy.

### Právní základy železnice
Právní normy upravuje Federální zákon o železnici. 

## Kolejová technika, předpisy

### Značení
Viz Značení švýcarských lokomotiv

### Elektrická trakce

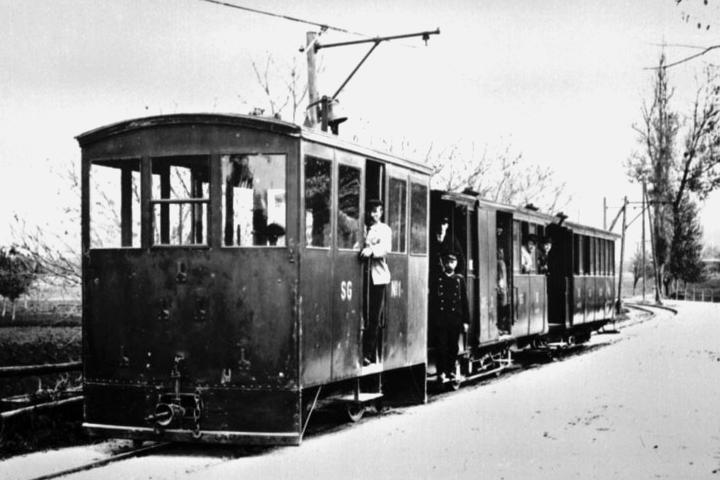
Elektrická trakce kolem roku 1900

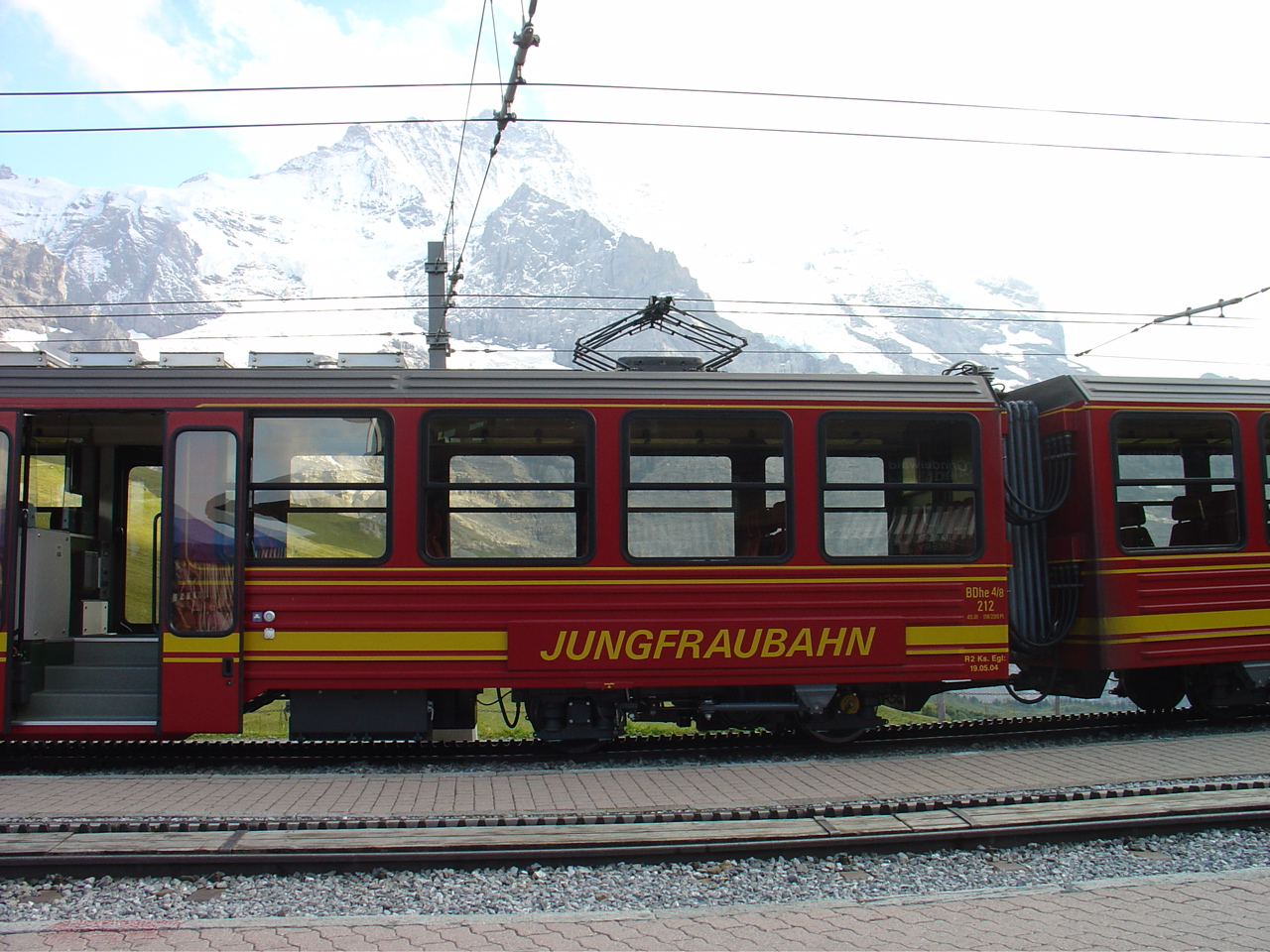
Jungfraubahn - třífázová trakce

Elektrická trakce na většině normálně rozchodných tratí a některé tratě s metrovým rozchodem (např. TRAVYS, MBC) jsou elektrifikované napětím 15 kV 16,7 Hz, tedy shodně s železnicí v Německu a Rakousku, pouze šířka pantografového sběrače u švýcarských lokomotiv je menší než 1.450 mm než v obou sousedních zemích.
Úzkorozchodné železnice RhB a MGB jsou elektrifikovány 11 kV 16,7 Hz. Další úzkorozchodné železnice a některé speciální tratě s normálním rozchodem (OC, TSOL, LO, RB) jsou elektrifikovány stejnosměrným napětím od 600 do 1500 V. Ozubnicové železnice na Gornergratbahn a Jungfraubahn používají třífázové trakční napájení.
Několik set metrů tratí v pohraniční stanici Chiasso je elektrifikované systémem FS DC 3000V. Podél hranice s Francií, jsou použity francouzské napájecí systémy, a to stejnosměrných 1500 V a střídavých 25 kV 50 Hz.

### Signalizace

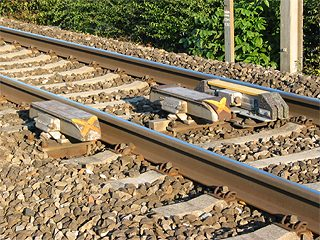
Systém ZUB 121

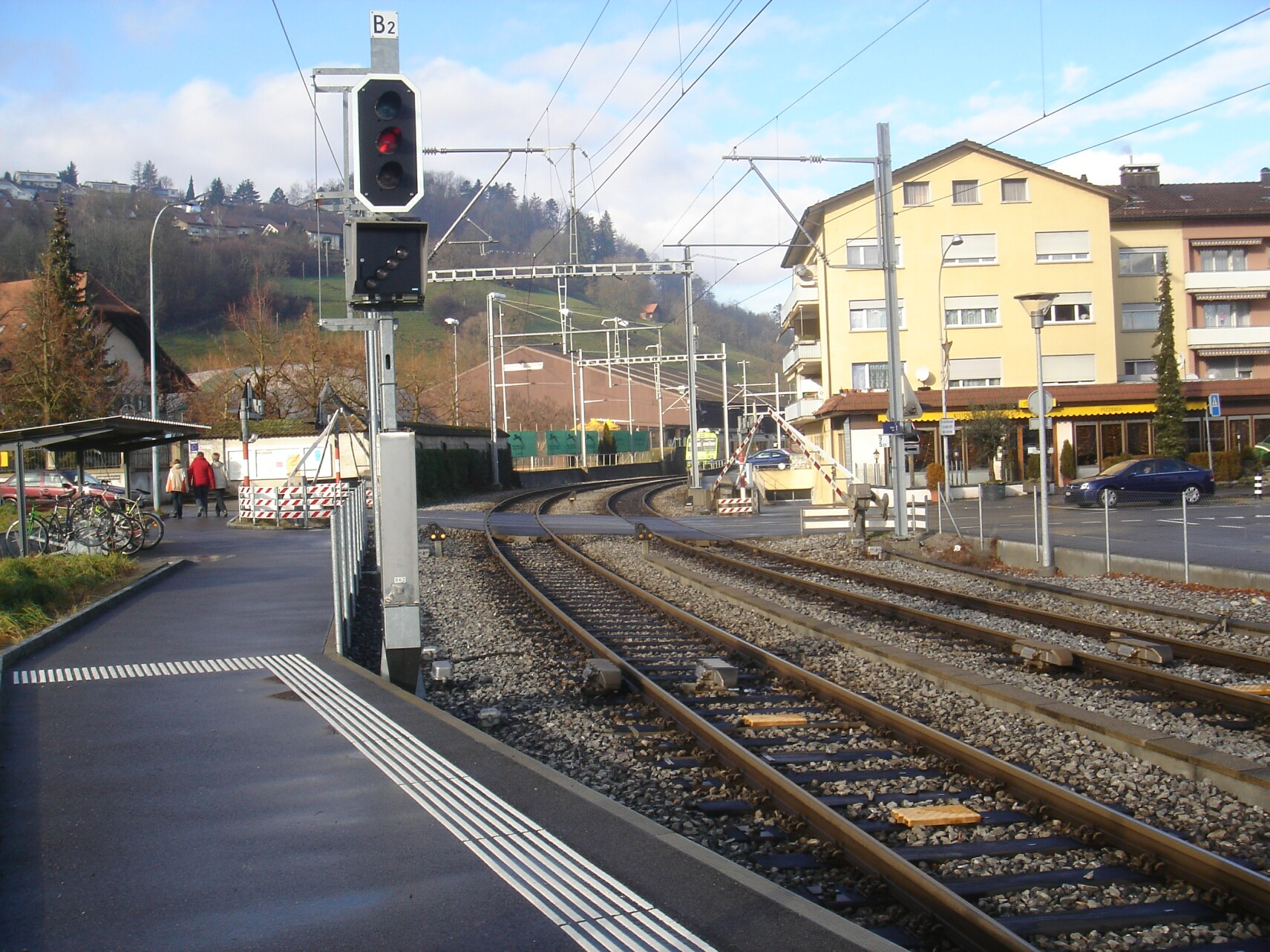
Euro-Signum/Euro-ZUB

Švýcarské spolkové dráhy a soukromé železnice používající normální rozchod používají od roku 1933 systém Integra-Signum. Jedná se o světově první bezkontaktní přenos signálů mezi lokomotivou a traťovým signálním zařízením, který se vyznačuje jednoduchostí a robustností. Tento systém byl z důvodu nárůstu dopravy doplněn v devadesátých letech minulého století modernějším systémem ZUB 121. V současnosti se používá magnetický ZUB systém tzv. Euro-Signum/Euro-ZUB (založený na protokolu 44). V budoucnu by švýcarské dráhy měly přejít na evropský systém ETCS, Level 2. Nejprve bude tento systém použit na železnicích 2000 a NEAT. Později by měl být na úrovni 1 (Level 1) použit v kombinaci s Euro-Signum/Euro-ZUB v celé síti drah.

### Železniční průmysl

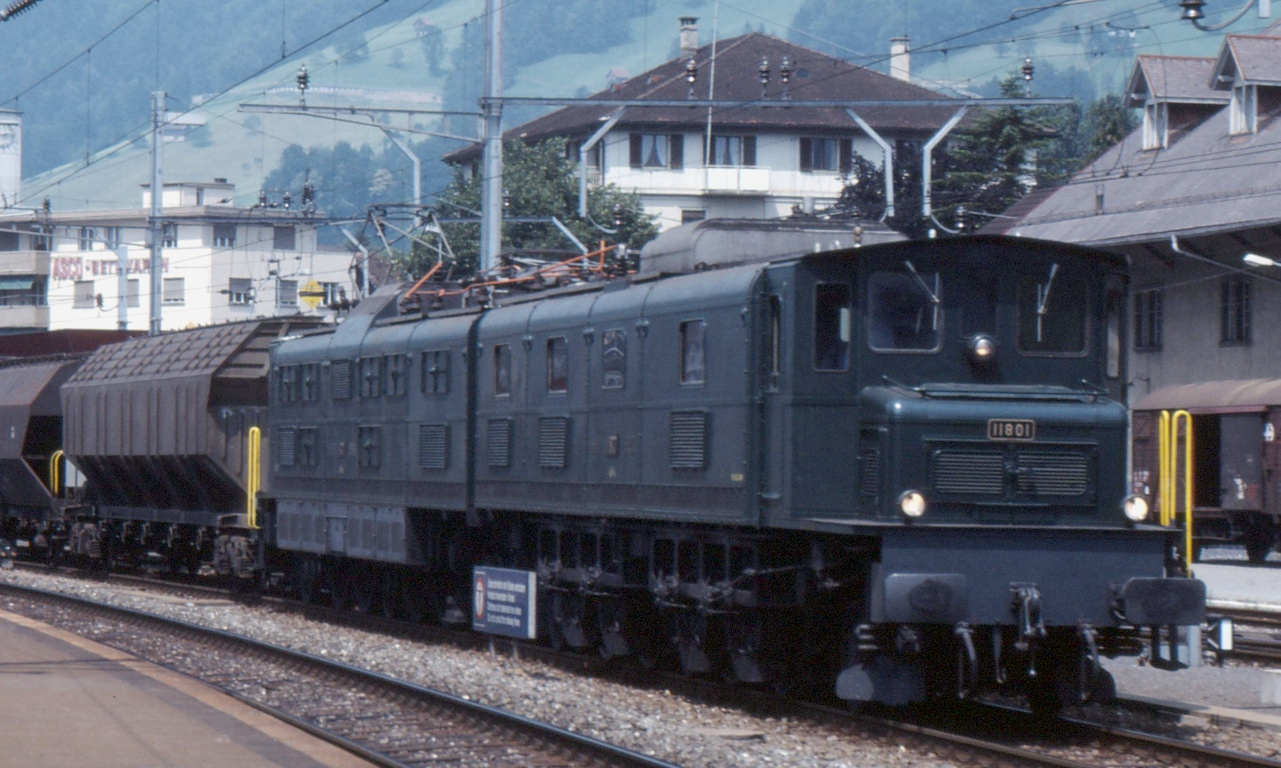
SBB Ae 8/14

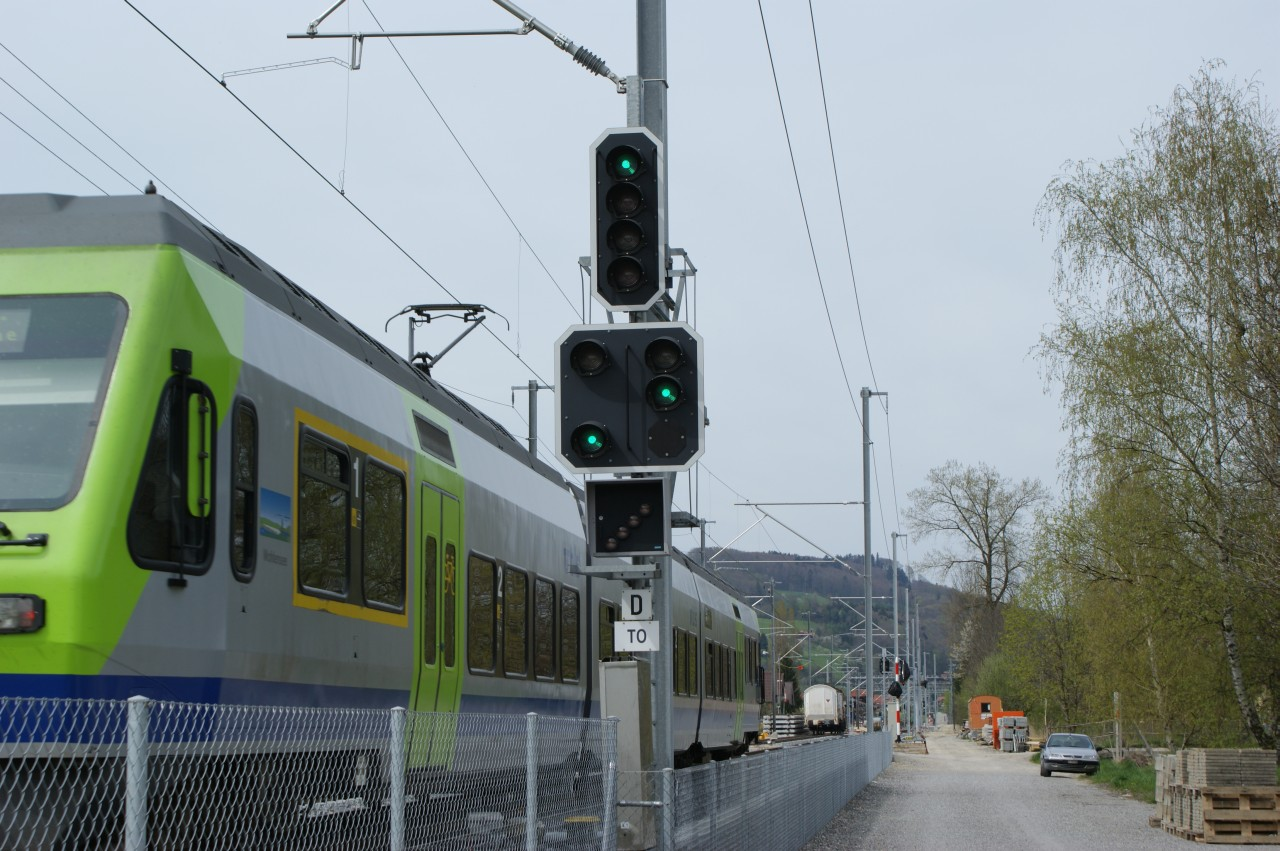
Návěstidlo SBB

Švýcarské lokomotivy, a s nimi i místní průmysl kolejových vozidel, nesly punc národní hrdosti Švýcarska. Například lokomotiva SBB Ae 8/14 (Landi-Lok) byla jednou z nejsilnějších lokomotiv světa, ale i když nebyla komerčně příliš úspěšná, byla symbolem vzdoru proti nacismu a fašismu. V době rozkvětu hospodářství byly vyváženy švýcarské lokomotivy firem Machine Works a Maschinenfabrik Oerlikon do celého světa.
S tlakem konkurence z východu a předem globalizace došlo k různým fúzím a s mezinárodními společnostmi. Mnoho výrobních závodů ve Švýcarsku byly uzavřeno. Jako jediný domácí výrobce kolejových vozidel zůstává Stadler Rail, které se udržel s prodejem na úzce specializovaných trzích.
Návěstidla švýcarských drah byla dlouhou dobu závislá na německém průmyslu, který prodával své produkty prostřednictvím Signum AG v Wallisellen. První bezkontaktní řešení na principu indukce této společnosti pochází z roku 1933 a dosáhla velkého úspěchu a mezinárodní uznání. Návěstidla Integra-Signum AG byla použita na většině švýcarských železničních stanic, než tuto oblast ovládla společnost Siemens v devadesátých letech, poté, co domácí produkce selhala.